# ÍB Akureyri
ÍB Akureyri was een IJslandse voetbalclub uit Akureyri, in het noorden van het land.
De club kwam in 1928 tot stand na een fusie tussen Thór Akureyri en KA Akureyri. De club speelde 20 seizoenen in de hoogste klasse. In 1974 werd de fusie opgeheven en gingen Thór en KA elk hun eigen weg.

## Erelijst
- Beker van IJsland : winnaar in 1969

## ÍB in Europa
#Q = #kwalificatieronde, #R = #ronde, T/U = Thuis/Uit, W = Wedstrijd, PUC = punten UEFA coëfficiënten .
Uitslagen vanuit gezichtspunt ÍB Akureyri
| Seizoen | Competitie   | Ronde | Land                 | Club      | Totaalscore | 1e W    | 2e W    | PUC |
| ------- | ------------ | ----- | -------------------- | --------- | ----------- | ------- | ------- | --- |
| 1970/71 | Europacup II | R1    | Vlag van Zwitserland | FC Zürich | 1-14        | 1-7 (T) | 0-7 (U) | 0.0 |